# Povrchové napětí

Voda tvořící kapky

Povrchové napětí je efekt, při kterém se povrch kapalin chová jako elastická blána (tloušťky 10−9 až 10−8 m) a snaží se dosáhnout co možná nejhladšího stavu s minimální plochou. To znamená, že se povrch tekutiny snaží dosáhnout stavu s nejmenší energií. Čím větší je povrchové napětí, tím „kulatější“ je kapička této kapaliny.
Povrch kapaliny se tedy chová tak, jako by byl tvořen velmi tenkou pružnou vrstvou, která se snaží stáhnout povrch kapaliny tak, aby měl při daném objemu kapaliny co nejmenší obsah. Pokud by na kapalinu nepůsobily vnější síly, měla by kulový tvar, protože koule má ze všech těles stejného objemu nejmenší povrch. Při působení vnějších sil je situace poněkud složitější. Vždy se však volný povrch kapaliny snaží snížit velikost celkového povrchu na co možná nejmenší možnou míru. Jsou-li vnější síly velmi malé proti silám povrchového napětí, bude se kapalina snažit zaujmout přibližně kulový tvar. To se děje např. u drobných kapiček tvořících mlhu, u kapek rtuti apod.
Povrchové napětí bývá někdy také označováno jako kapilární konstanta.

## Význam

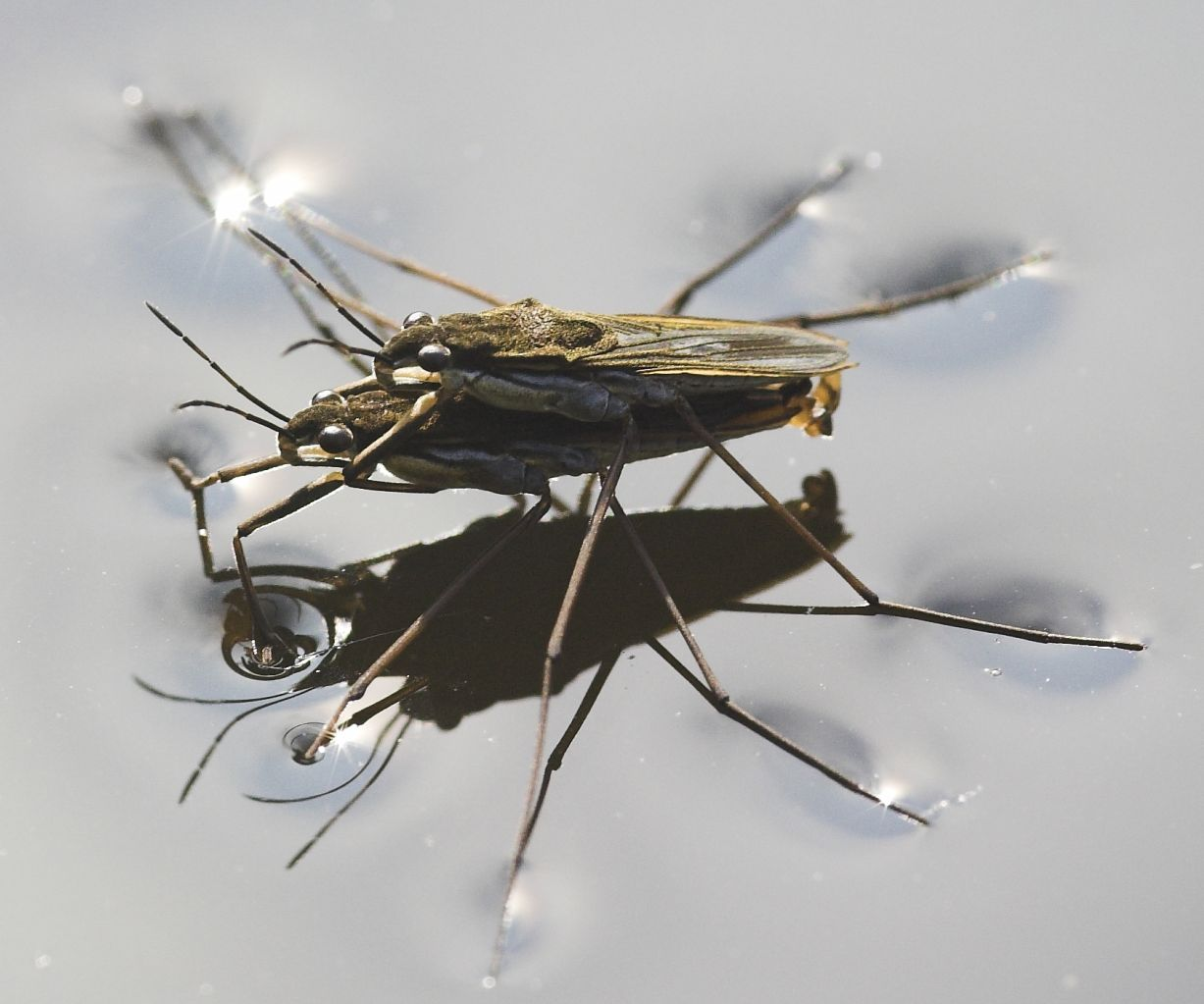
Bruslařky využívající povrchového napětí vody

Povrchové napětí způsobuje, že některé druhy hmyzu (například bruslařky) se mohou pohybovat po vodní hladině. Objekt, který by vodní hladinu prorazil, by se nutně potopil. Některé předměty, např. žiletky nebo kousek alobalu, lze položit na vodní hladinu, aniž by se potopily; když je ale potopíme dostatečně hluboko, klesnou až na dno.
Velké povrchové napětí ztěžuje proces smáčení. Například destilovaná voda smáčí látky obsažené v oblečení velmi špatně, perlí. Toto je jeden z důvodů, proč se při praní přidávají prací prostředky, které svými mýdlovými látkami (tenzidy) smáčení usnadňují.
Jiným příkladem je mytí mastných rukou. Mytí mastných rukou je obtížné, protože voda nesmáčí mastný povrch. Proto se používá mýdlo. V mýdlovém roztoku jsou síly mezi molekulami menší než síly mezi molekulami vody. Důsledkem je jednak snížení povrchového napětí vody, jednak to, že roztok smáčí mastný povrch.

## Definice
Zvětšíme-li plochu nějaké kapaliny, musíme vykonat práci právě kvůli povrchovému napětí. Povrchové napětí je tedy tak i definováno jako práce potřebná k zvětšení plochy vydělena plochou, která při tom vznikne navíc. Povrchové napětí tedy může být označeno i jako plošná hustota povrchové energie (v odpovídajících jednotkách J/m2), kterou lze popisovat i pevné látky. Při zvětšování povrchu musí být vyvinuta síla, například když se pohybem smyčky z drátu směrem vzhůru, pokusíme zvětšit blánu, která se na smyčce vytvoří. Síla je úměrná délce smyčky a pro tekutiny je tato síla rovna změně povrchové energie.

Povrchové napětí.

Jako povrchové napětí lze označit sílu, která působí kolmo na délku myšleného řezu povrchem, dělenou touto délkou, a která leží v tečné rovině k povrchu v daném bodě. Pokud působí na úsečku délky {\displaystyle \mathrm {d} l} v rovině povrchu kolmá síla {\displaystyle \mathrm {d} F}, pak povrchové napětí vyjádříme jako
{\displaystyle \sigma ={\frac {\mathrm {d} F}{\mathrm {d} l}}}
Z obrázku je vidět, že na jednotkovou délku myšleného řezu působí pravá strana povrchové vrstvy napětím σ a levá strana napětím σ′, které je stejně velké, ale působí opačným směrem. Síly působící v myšleném řezu jsou tedy v tomto případě ve vzájemné rovnováze. Na zakřiveném povrchu vzniká působením povrchového napětí tlak, který je kolmý k povrchu kapaliny, a který u konvexního (vypuklého) povrchu směřuje do kapalin, u konkávního (vydutého) povrchu směřuje ven z kapaliny.

### Termodynamická definice
Obecná termodynamická definice povrchového napětí zní:
Povrchová energie, neboli povrchové napětí σ („sigma“) je derivace volné entalpie H podle plochy A v systému s konstantní entropií S při konstantním tlaku p nebo také derivaci volné Gibbsovy volné energie G podle plochy A při konstantní teplotě T a konstantním tlaku p (a samozřejmě lze užít k vyjádření i ostatní termodynamické potenciály, viz níže)
{\displaystyle \sigma =\left({\frac {\partial H}{\partial A}}\right)_{S,p}=\left({\frac {\partial G}{\partial A}}\right)_{T,p}}
Volná entalpie má rozměr stejný jako energie. Tudíž σ má rozměr energie/plocha. Vztahy vyplývají z první věty termodynamické neboť práci můžeme rozepsat na složku související s objemovými a povrchovými silami : {\displaystyle dW=-pdV+\sigma dA}. Pak lze pro vnitřní energie a užitím Legenderovy duální transformace i pro ostatní termodynamické potenciály psát

{\displaystyle dU=TdS+dW=TdS-pdV+\sigma dA}
{\displaystyle dF=dU-d(TS)=dU-TdS-SdT=-SdT-pdV+\sigma dA}
{\displaystyle dH=dU+d(Vp)=TdS+Vdp+\sigma dA}
{\displaystyle dG=dU+d(Vp)-d(TS)=-SdT+Vdp+\sigma dA}

## Vznik povrchového napětí
Povrchové napětí je výsledkem vzájemné interakce přitažlivých sil molekul nebo atomů, z nichž se skládá povrchová vrstva. Pozorujeme-li povrchovou vrstvu resp. rozhraní jako nějaký řez, pak lze povrchové napětí chápat také jako energii nenasycených vazeb na jednotku plochy (koheze). Povrchové napětí ale nemá pro makroskopické systémy funkci povrchové geometrie.

### Příčina

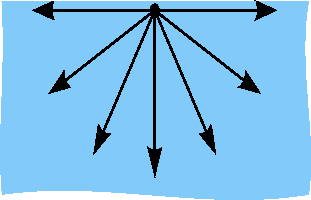
Schéma přitažlivých sil působící na částici (molekulu nebo atom) v povrchové vrstvě. Odpudivé síly nejsou znázorněny!

Příčinou jsou přitažlivé síly. Napravo je schematicky znázorněno, že přitažlivé síly působí na povrchovou částici asymetricky. Podobné obrázky se používají jako ilustrace k vysvětlení povrchového napětí. Neměly by ale být špatně interpretovány.

#### Popis schématu
1. Povrchové napětí vzniká vzájemným působením přitažlivých sil mezi částicemi tekutého tělesa; Tyto jsou silnější než síly mezi dvěma částicemi plynu nebo částicí kapaliny a plynu.
2. Důvodem k vzniku povrchového napětí je zlom v symetrii na povrchu ve srovnání s vnitřkem kapaliny a vnitřkem plynu.

Schéma znázorňuje jen přitažlivé síly. Mezi dvěma částicemi působí ale i odpudivé síly, které se projeví až při větším přiblížení těchto částic. V rovnovážném stavu neexistují žádné výsledné síly, které působí směrem do vnitřku kapaliny! Kdyby se taková síla vyskytla, částice by byla urychlována do vnitřku kapaliny, než by se projevily odpudivé síly. Z toho vyplývá, že střední vzdálenost povrchových molekul je větší a tím vzniká i odlišná hustota ve srovnání s vnitřkem kapaliny: Z důvodu neustálého pohybu částic v kapalině je střední vzájemný rovnovážný odstup na povrchu větší a hustota je menší. Zmenšení povrchu vede spíše k zisku energie a ten je důvodem pro vznik povrchového napětí.
Povrchové napětí je také vlastnost, která se vyskytuje při termodynamické rovnováze. Tedy když je tekutina v rovnováze se svými párami. Pak se nemění pozice fázové hranice a na částice nepůsobí žádné síly ve směru kolmo k fázové hranici. To znamená, že částice není urychlována ani do vnitřku kapaliny, ani do vnitřku plynu, a to nezávisle na tom, kde se nachází. Samozřejmě při rovnovážném stavu neexistují žádné síly, které by urychlovaly povrchové částice.

## Důsledky povrchového napětí
Ve snaze snížit povrchovou energii, tedy nasytit všechny volné vazby v povrchové vrstvě, se zmenšuje povrch kapalin. Protože má koule ze všech těles nejmenší povrch (vzhledem ke svému objemu), snaží se kapaliny, na které nepůsobí žádné další síly (jako například ve stavu beztíže) zaujmout kulový tvar.
V kapičce kapaliny, například v malé kapce vody nebo plynové bublině uvnitř kapaliny, působí kvůli povrchovému napětí na rozhraní kapalina/plyn zvýšený tlak, taktéž i ve vnitřku mýdlové bubliny. Zvýšení tlaku popisuje Youngova-Laplaceova rovnice.

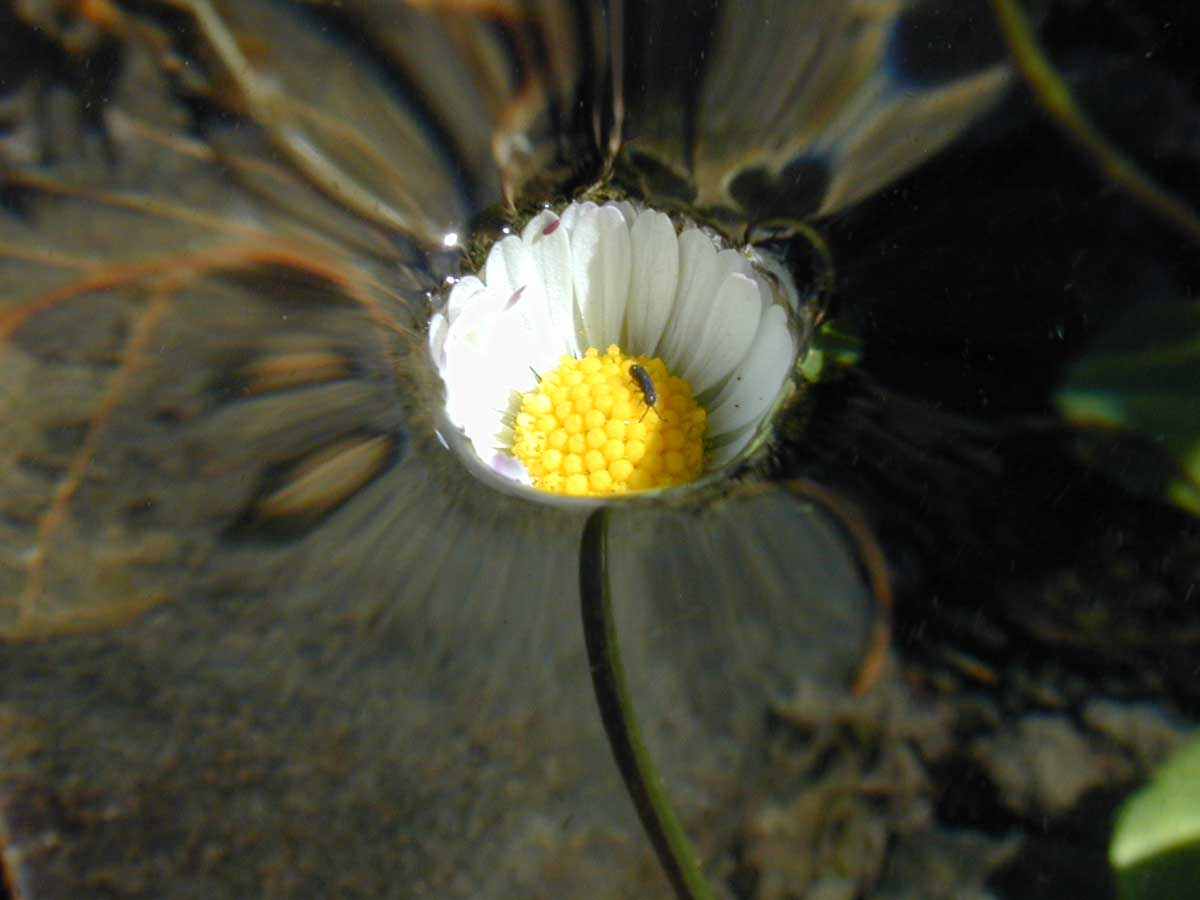
Sedmikráska (chudobka) je pod vodou, která ji nadnáší. Před ponořením jí brání právě povrchové napětí, které neumožňuje vodě protéci mezi okvětními plátky a květ zatopit.
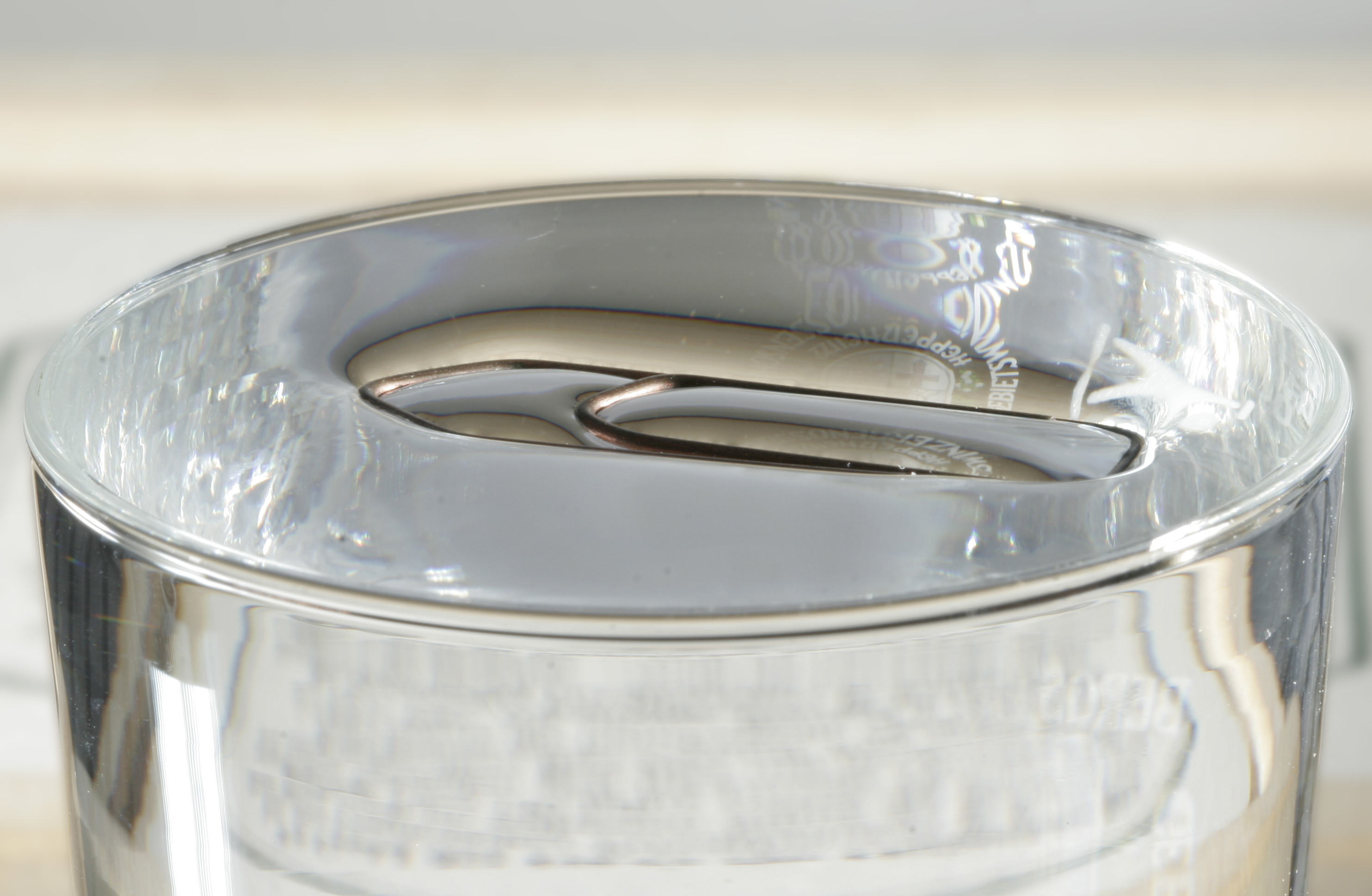
Kovová kancelářská sponka může splývat na vodní hladině, pokud je na ni opatrně položena.
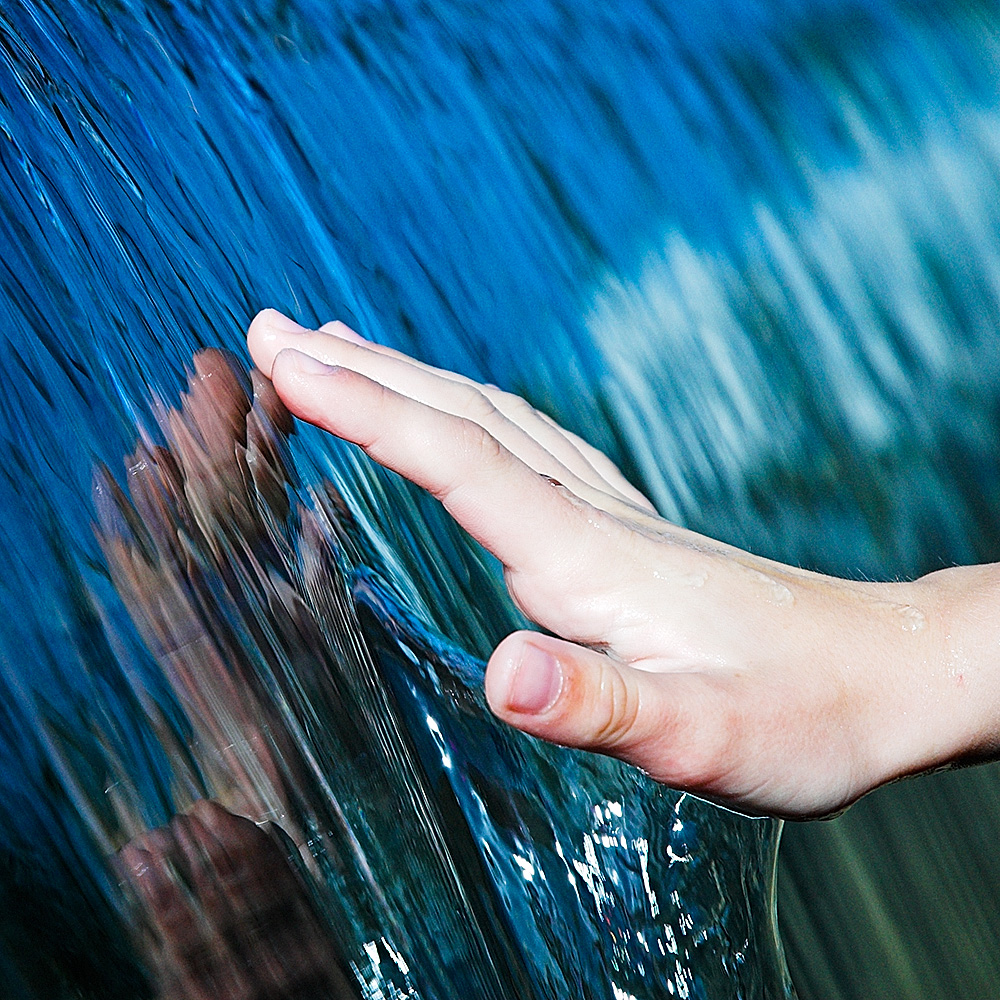
Tekoucí voda - povrchové napětí umožňuje vytvořit vrstvu vodního proudu přidržující se ruky nad původní hladinou.
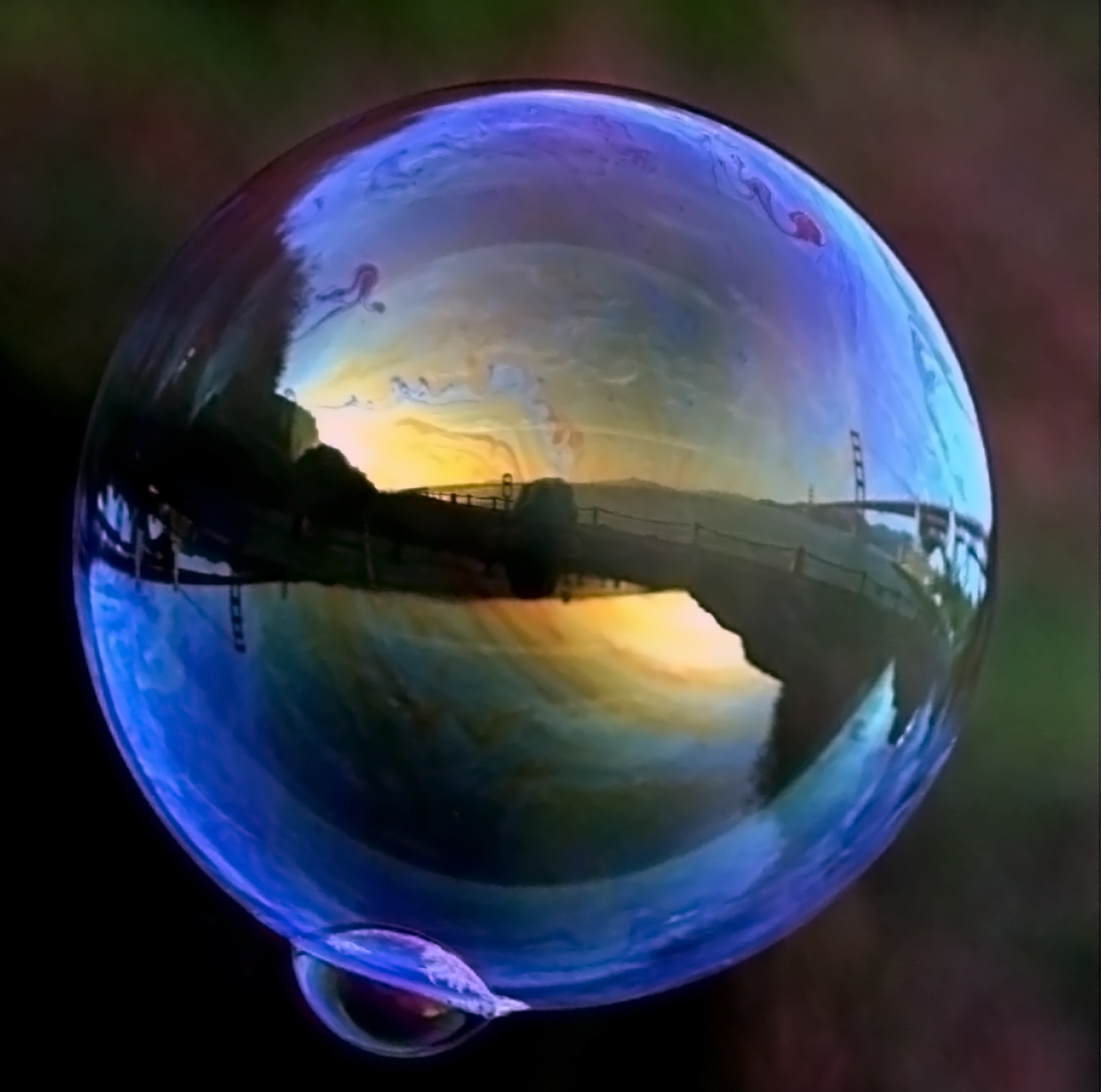
V mýdlové bublině se vyvažují síly povrchového napětí s vnitřním tlakem plynu uvnitř bubliny.

### Povrchová energie
V důsledku existence povrchového napětí je v povrchové vrstvě nahromaděna i jistá energie, tzv. povrchová energie.
Povrchová energie je vlastně energie, kterou má povrchová vrstva kapaliny "navíc" oproti stejnému množství molekul uvnitř kapaliny.

Povrchové napětí a povrchová energie.

Ponoříme-li drátěný rámeček s posuvnou příčkou do mýdlového roztoku, vytvoří se na něm vlivem povrchového napětí tenká kapalinová blána. Přestože se nám blána jeví jako jedna vrstva, jde ve skutečnosti o kapalinu, která je sevřena mezi dvěma povrchovými vrstvami. Z toho důvodu má blána vytvořená na drátěném rámečku dvě povrchové vrstvy.
Povrchová vrstva působí na otáčivou příčku délky {\displaystyle l} povrchovým napětím {\displaystyle \sigma }, jedna povrchová vrstva tedy působí výslednou silou {\displaystyle \sigma l}. Vzhledem k existenci dvou povrchových vrstev udržíme příčku v rovnováze silou {\displaystyle F=2\sigma l}. Při posunutí příčky o vzdálenost {\displaystyle \Delta s} vykonáme práci {\displaystyle W=2\sigma l\Delta s}, která se jeví jako změna povrchové energie při změně povrchu o {\displaystyle \Delta S=2l\Delta s}. Změnu povrchové energie je pak možné vyjádřit jako
{\displaystyle \Delta E=W=\sigma \Delta S}
Z tohoto vztahu vyplývá, že snaha povrchového napětí o minimalizaci velikosti povrchu odpovídá minimalizaci povrchové energie. Kapalina se tedy snaží zaujmout takový tvar, při které je její povrchová energie (a tedy i velikost povrchu) nejmenší.

## Měření povrchového napětí
Povrchové napětí lze měřit například kroužkovou (podle Lecomta de Noüy) nebo žehlicí metodou (podle Lenarda), tenziometrem, stalagmometrem nebo metodou kapilární elevace (popř. deprese).

## Hodnoty povrchového napětí
Hodnota povrchového napětí vody při 20 °C činí asi 0,073 N/m. Voda má poměrně vysoké povrchové napětí. Dále následuje rtuť, která má extrémně vysoké povrchové napětí.
Tabulka hodnot pro povrchové napětí při 20 °C:
| kapalina | σ [10−3N/m] |
| -------- | ----------- |
| aceton   | 23,3        |
| benzen   | 28,9        |
| etanol   | 22,55       |
| n-hexan  | 18,4        |
| n-pentan | 16,0        |
| rtuť     | 476         |
| voda     | 72,75       |

| Kapalina                                          | Teplota (°C) | Povrchové napětí, σ |
| ------------------------------------------------- | ------------ | ------------------- |
| Kyselina octová                                   | 20           | 27,60               |
| Kyselina octová (45,1%) + voda                    | 30           | 40,68               |
| Kyselina octová (10,0%) + voda                    | 30           | 54,56               |
| Aceton                                            | 20           | 23,70               |
| Krev                                              | 22           | 55,89               |
| Diethylether                                      | 20           | 17,00               |
| Ethanol                                           | 20           | 22,27               |
| Ethanol (40%) + voda                              | 25           | 29,63               |
| Ethanol (11,1%) + voda                            | 25           | 46,03               |
| Glycerol                                          | 20           | 63,00               |
| n-Hexan                                           | 20           | 18,40               |
| Kyselina chlorovodíková 17,7 molární vodný roztok | 20           | 65,95               |
| Isopropanol                                       | 20           | 21.70               |
| Kapalné helium II (supratekuté)                   | −273         | 0,37                |
| Kapalný dusík                                     | −196         | 8,85                |
| Kapalný kyslík                                    | −182         | 13,2                |
| Rtuť                                              | 15           | 487,00              |
| Methanol                                          | 20           | 22,60               |
| n-Oktan                                           | 20           | 21,80               |
| Chlorid sodný 6,0 molární roztok ve vodě          | 20           | 82,55               |
| Sacharóza (55%) + voda                            | 20           | 76,45               |
| Voda                                              | 0            | 75,64               |
| Voda                                              | 25           | 71,97               |
| Voda                                              | 50           | 67,91               |
| Voda                                              | 100          | 58,85               |
| Toluen                                            | 25           | 27,73               |

## Závislost na složení a teplotě
Povrchově aktivní látky snižují hodnotu povrchového napětí. Jejich efekt lze popsat laterálním tlakem π, který působí proti povrchovému napětí. π není žádný skutečný tlak, nýbrž má jen stejnou jednotku jako povrchové napětí.
Je-li hraničící vzduchová vrstva nasycena plyny kapaliny, pak může pronikání dalších par z vnějšku výrazně ovlivnit povrchové napětí.
Povrchové napětí je silně závislé na teplotě a všeobecně platí, že klesá s rostoucí teplotou. Od kritického bodu je rovno nule.

## Historie
Pojem povrchového napětí byl poprvé použit roku 1629 vědcem N. Cabeo a 1751 Segnerem blíže vysvětlen. Ke vzniku teorie významně přispěli roku 1805 Thomas Young, v roce 1806 Pierre Simon de Laplace a roku 1830 Segner Poisson. Viz Youngova-Laplaceova rovnice.